# Jakub von Stadice
Jakub (15. Jahrhundert) war ein tschechischer Bauer, der auch als der König von Stadice bezeichnet wird.
Die einfache Landbevölkerung war enttäuscht von den Folgen der Hussitenbewegung und suchte einen Ausweg aus ihrer andauernden Misere. Dies führt zu einer Bewegung mit sozialen und religiösen Aspekten unter anderem um den Bauer Jakub. Dieser baute sich 1445 in Stadice, einem Ort an dem der Přemysl der Pflüger der Sage nach seinen Acker bestellte, eine Hütte und verkündete sich zum bäuerlichen König. Der Ort wandelte sich langsam zu einem Wallfahrtsort. Nachdem die Zahl der Pilger immer mehr wuchs, griff der örtliche Adel mit Hilfe des Hussitenhauptmanns Jakoubek z Vřesovic ein und inhaftierte Jakub. Die neu entstandene Bewegung fand danach ein jähes Ende. Das Vorgehen des Bauers weist auf die Unzufriedenheit und Enttäuschung der ländlichen Bevölkerung in Bezug auf die damalige politische Situation und die Herrschaftsverhältnisse.
| Personendaten    | Personendaten                                                              |
| ---------------- | -------------------------------------------------------------------------- |
| NAME             | Jakub von Stadice                                                          |
| ALTERNATIVNAMEN  | Jakub                                                                      |
| KURZBESCHREIBUNG | tschechischer Bauer, der auch als der „König von Stadlice“ bezeichnet wird |
| GEBURTSDATUM     | 14. Jahrhundert oder 15. Jahrhundert                                       |
| STERBEDATUM      | 15. Jahrhundert oder 16. Jahrhundert                                       |